# Centernac
Centernac amb ortografia tradicional Sant Arnac (en occità Centernac o Çantarnac i en francès Saint-Arnac), és un municipi de la comarca de la Fenolleda, al departament dels Pirineus Orientals. El nom prové del llatí Centernaco, però ja al segle xii apareix com "Sent Ernach", després "Sant Arnach".

## Elpoble
El poble de Centernac es troba a 330 m d'altitud, enlairat a poca distància de la riba esquerra de l'Aglí, format per un petit grup de cases centrades per l'església parroquial de Sant Pere, amb un petita campanar d'espadanya. El Molí de Centernac és vora l'Aglí, més al NW, a la bifurcació de la carretera de Sant Pau a Prada amb la derivació vers la Torre de França.
No és localitzat l'indret on hi hagué l'església parroquial de Sant esteve de Derc, de la qual depengueren Centernac, Borrat i el mateix lloc de Derc (parrochia S. Stephani de Dercho el 1137; de Derch, 1153; de cerg, el 1214).

## El terme
El terme municipal de Centernac, de 6.60 km² d'extensió, se situa a la vall de l'Aglí, aigua avall de Sant Pau de Fenollet. Comprèn el poble de Centernac i el Molí de Centernac, més proper a l'Aglí. Limita amb els termes de l'Esquerda (N), Lançac (E), Caramany (S), Ansinyà (SW) i Sant Martí de Fenollet (W). Passa pel terme, seguint l'Aglí, la carretera D-619, de Sant Pau de Fenollet a Prada, de la que surt un brancal vers Centernac que es continua fins a la Torre de França.

## El territori
El territori és format de lloms en terreny granític, dominats, al N. per la serra de Còrbs i, al S, per la serra de Vergèrs, que assoleix 584 m d'altitud. El riu passa de N a S ben encaixat, a l'oest del territori, prop hi ha el Molí de Centernac (que aprofita l'aigua de l'Aglí per un rec de derivació, que encara fabrica farina; una petita resclosa, més avall, és destinada a afavorir el turisme. La vegetació és constituïda per bosquines d'alzines i alguns roures als obacs o als llocs més frescs; a la resta dominen els matolls i la brolla. La superfície agrícola es limita a 44 ha (en una dotzena d'explotacions), pràcticament totes dedicades a la vinya, la majoria de les quals amb denominació d'origen controlada i unes poques d'altres vins; hi ha una petita cooperativa. A la banda del migdia, als vessants de la serra de Vergèrs, hi ha jaciments de feldespat, explotats, per una companyia amb seu a Sant Pau de Fenollat. Hi ha una fàbrica de farines prop del riu, amb un sèrie d'instal·lacions que formen un petit nucli.

## Història
El 899 el vilar de Centernac (villare Centernacho) pertanyia <<en tota integritat>>, és dir en franc alou, al noble Esteve i a la seva muller Anna, neta del comte Berà I de Rasès i de Barcelona. Al segle xii compartiren el seu territori diversos senyors, i passà a poc a poc, per donacions successives, a l'orde militar dels templers. El 1137 Ermengol de So (Ermengol VI ?) llegà als templers els seus honors de les villae de Borrad (antic lloc del terme) i de Sent Ernach (com veiem la forma aberrant del terme ve de lluny), totes dues situacions dins la parròquia de Sant Esteve de Derch. El 1153 foren Guillem Seguer i Guillem de Montagut que els donaren tot el que posseïen en franc alou in Centernaco, Borrat i la vil·la de Sant esteve de Derc. Pere de Domanova, fill de Cerdana de Rodes, donava les seves possessions a Centernac el 1157, a Hug Gausfred, el preceptor templer del Masdeu. Finalment, el 1214, Ramon de Viver feia donació al germà Balaguer, preceptor del Masdeu, i al germà Esteve, preceptor de Sant Arnach, de la seva part dels delmes de totes les condomines de Borrat i de <<tot l'honor de dama Boneta>>. La preceptoria templera del Masdeu posseí des d'aleshores la plena senyoria del lloc. A la supressió de l'orde del Temple el 1311, Centernac i les seves dependències passaven, com la resta de les possessions de l'orde, als hospitalers de Sant Joan de Jerusalem.

## Geografia

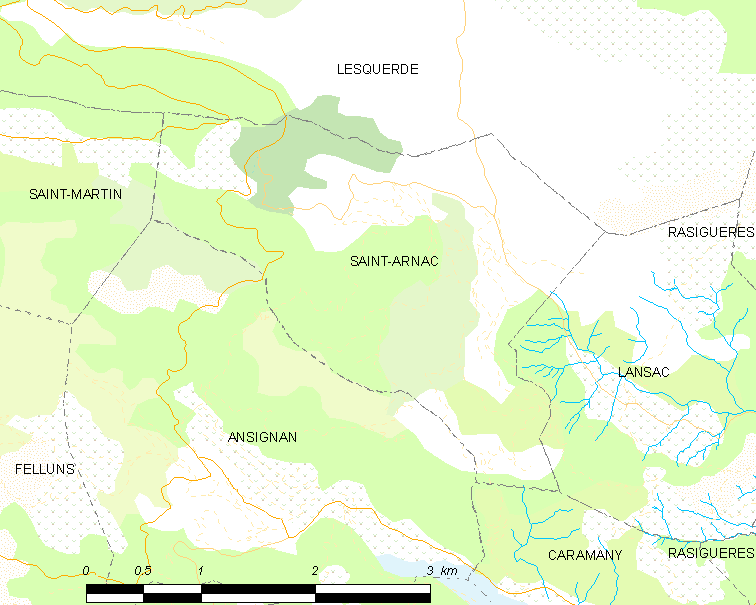
Mapa de la comuna de Centernac

## Administració i política

### Alcaldes
| Alcalde      | Període     |
| ------------ | ----------- |
| André Rollat | 2001 - 2008 |
| Guy Calvet   | 2008-       |

## Demografia
La població era de 6 focs el 1368 i a mitjan segle xviii només tenia 6a habitants i 14 focs el 1798. Arribà a 150 h el 1834, però des d'aleshores la tendència ha estat ben negativa: 118 h el 1861, 118 el 1896, 104 el 1926, 85 el 1954, 97 el 1962 i 95 el 1968, el punt culminant de la baixada fou el 1990, minva deguda a les dificultats de la vinya i a la crisi del sector del feldespat, des de llavors hi ha una tendència a pujar fins al 2015 amb 122 h. perquè s'han construït algunes llars per a anar-hi a viure la jubilació.

Població 1962-2008